# Russkij Mir-stiftelsen
Russkij Mir-stiftelsen (ryska: Фонд "Русский мир") är en rysk statligt grundad stiftelse med syfte att främja det ryska språket och den ryska kulturen utomlands. Dess initiativtagare var Vladimir Putin  och det bildades 2007. Det samarbetar med en rysk-ortodoxa kyrkan med att främja värden som utmanar västlig kulturell tradition. Grundare var utrikeministeriet, och ministeriet för utbildning och vetenskap.
Stiftelsens förste chef 2007–2011 var Vjatjeslav Nikonov, som 2011 blev styrelseordförande.